# 日越関係

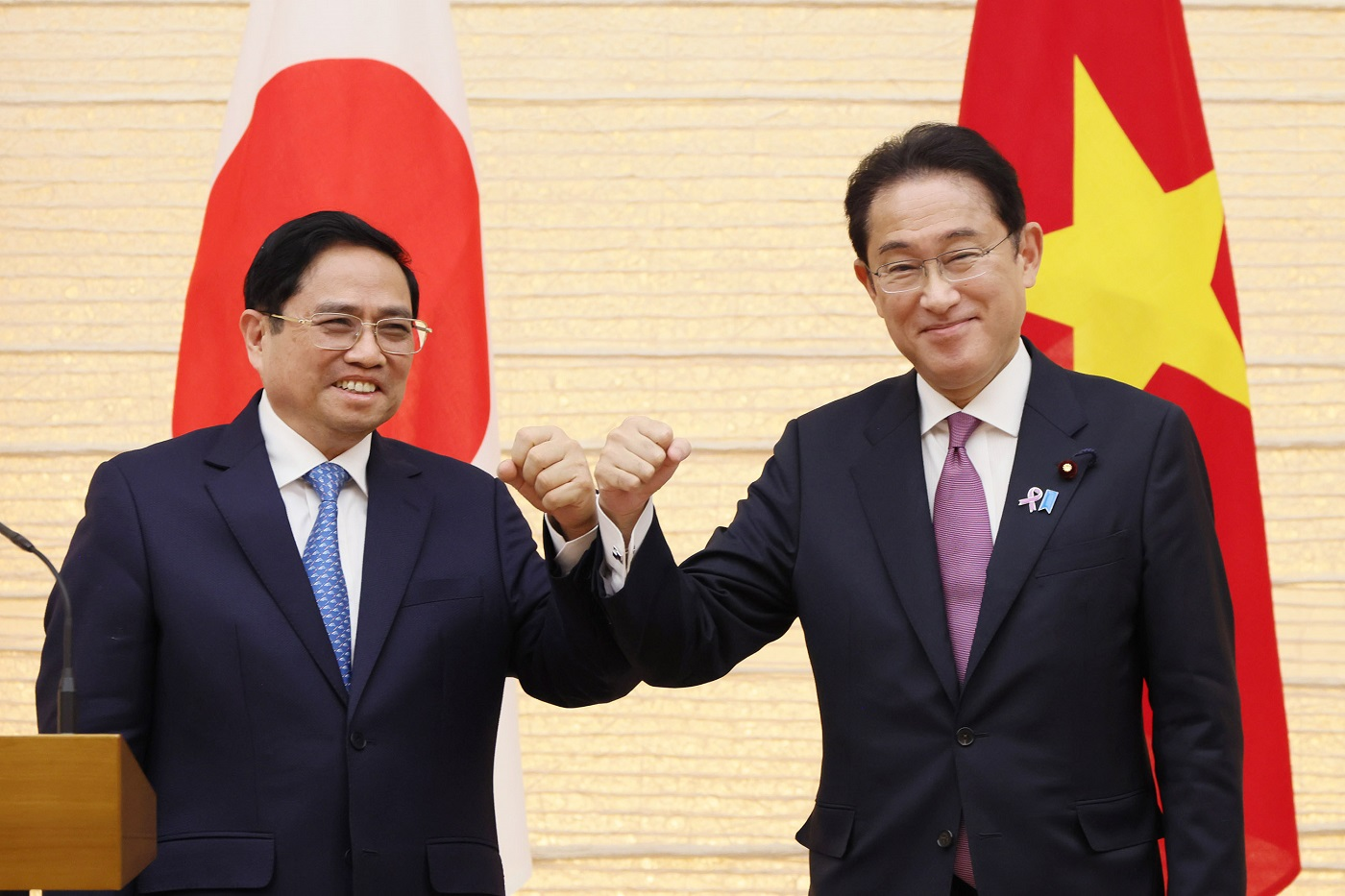
ベトナム社会主義共和国の首相 ファム・ミン・チン（左）と日本国の内閣総理大臣 岸田文雄（右)（2021年11月24日、東京都にて

日越関係（にちえつかんけい、ベトナム語：Quan hệ Nhật Bản - Việt Nam (關係日本-越南)、Quan hệ Việt Nhật (關係越日)、英語: Japan–Vietnam relations）では、日本とベトナム（越南）との関係、およびその歴史等について概説する。

## 概要
日本によるODAは1,389百万ドル（2017年支出総額ベース）と諸外国の中で1位である。日本国政府としては、ベトナムの国家目標である工業国化を実現するために「経済開発と社会開発のバランスの取れた国造り支援」という基本方針のもと、エネルギー、人材育成、経済・交通インフラ、気候変動・災害・環境破壊、貧困削減・格差是正、司法・行政などを各種プログラムに入れて、積極的な支援を取っている。
2020年12月時点の日系会員企業数は約1,985社であり、東南アジア諸国連合において1位にある。貿易収支は日本からの輸出が171億ドル、日本への輸入が220億ドル（2020年通関ベース）で、在留邦人は22,185人（2021年、海外在留邦人数調査統計）。

## 両国の比較
|            | ベトナム                                              | 日本                                                |
| ---------- | ----------------------------------------------------- | --------------------------------------------------- |
| 人口       | 1億30万人（2023年）                                   | 1億2,614万6千人（2020年）                           |
| 面積       | 33万1,690 km2                                         | 37万7,975 km2                                       |
| 人口密度   | 304人/km2                                             | 334人/km2                                           |
| 首都       | ハノイ                                                | 東京                                                |
| 最大都市   | ホーチミン市 - 899万3,082人（2019年）                 | 東京都区部 - 973万3,276人（2020年）                 |
| 政体       | 単一国家、社会主義国、一党制                          | 単一国家、議会内閣制、立憲君主制                    |
| 公用語     | ベトナム語                                            | 日本語（事実上）                                    |
| 主な宗教   | 民族宗教45.3%、仏教16.4%、キリスト教8.7%、無宗教29.6% | 神道48.6%、仏教46.3%、キリスト教1.0%、諸教4.0%      |
| 民族       | キン族を含め54種                                      | 日本人97.5%、中国人0.7%、ベトナム人0.4%、韓国人0.4% |
| GDP (名目) | 4,3000億米ドル（2023年）                              | 5兆487億米ドル（2020年）                            |
| 軍事費     | 63.5億米ドル (2023年)                                 | 491億米ドル（2020年）                               |

## 歴史

### 遣唐使による接触
西暦734年遣唐使判官・平群広成が帰国の途上、難破して崑崙国に漂流し抑留された。フエ付近に都があったチャンパ王国と考えられる。広成はその後、中国に脱出し、渤海経由で帰国している。
753年には遣唐使藤原清河や阿倍仲麻呂が帰国の途上、同じく漂流し、当時中国領だった安南のヴィン付近に漂着した。東シナ海から南シナ海に南下する海流の関係でこのような漂流ルートが存在したとされる。これが縁で阿倍仲麻呂は761年から767年まで鎮南都護・安南節度使としてハノイの安南都護府に在任した。チャンパ王国からは仏哲という僧侶が736年（天平8年）に日本に渡って、東大寺で法要を読んでいる。

### 陶磁器の伝播
日本の九州にある古い遺跡で、1330年という年代の刻印があるベトナムの陶磁器の断片が見つかった。中国やジャワの商人が交易を通じて日本に持ち込んだのかもしれないが、その断片がどのようにしてそこにたどりついたのかは分かっていない。

### 16世紀から17世紀にかけて

#### 朱印船交易

ベトナムのアナムに向け、長崎を出発する江戸時代の日本の朱印船。

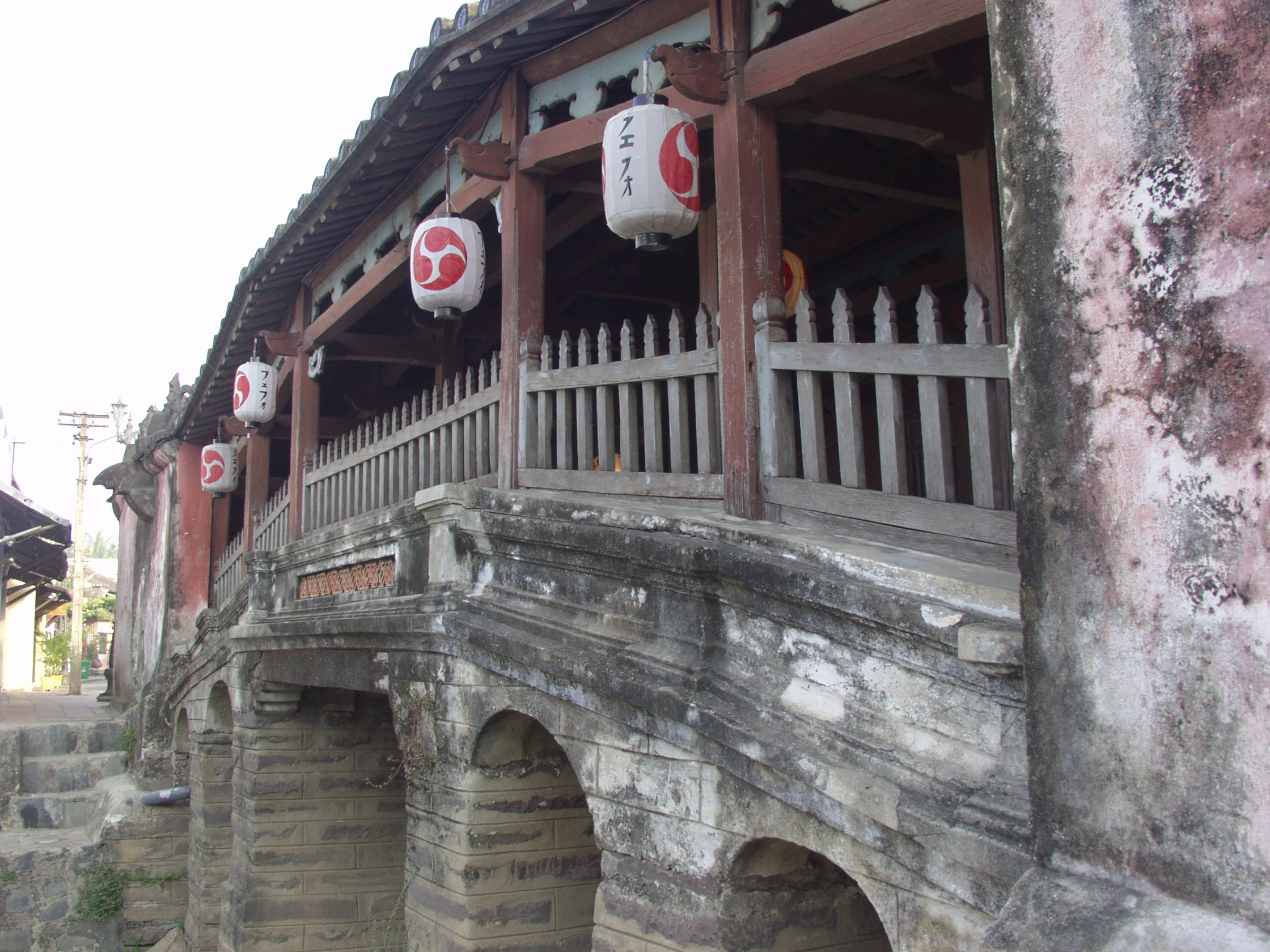
ホイアンの日本橋。鎖国前、交易のあった頃に日本人によって作られたと言われ、今でも現地の人に大切に使われている。提灯にフェホォと書いてあるが、これは当時のこの町の呼称である。世界遺産。

16世紀初めには、日本とベトナムの接触は交易という形をとった。シャム（タイ）やマレーシアなどとともに、日本の朱印船はベトナムの港を頻繁に出入りした。ベトナムの記録によれば、17世紀初頭、阮潢によってホイアンの港が開かれたとき、既に何百人もの日本の商人がそこを住処としていた。
日本の商人は皆、銀や青銅、銅などをベトナム人が持っていた絹や砂糖、香辛料、ビャクダンなどと交換して持ち帰り、莫大な利益をあげた。商人の流入を調整するため、日本町と呼ばれる日本人のための居留地がホイアンに設けられた。
江戸時代も両国は良好な友好関係を楽しんだ。 将軍徳川家康は阮氏と交友関係を結び、書簡や贈物の交換をした。日本の「海賊船船長（pirate commander）」を捕らえたことから、塘中（Đàng Trong）と呼ばれた領域を支配していた阮潢は1600年、江戸幕府に関係継続を申し出る書簡を送付し、幕府も了承した。その後５年間、家康と毎年通信を交わし、日本側の記録によると、1602年には塘中から1200人が乗船する大型船が長崎に到着している。このとき幕府に贈られた品々には、虎１頭、象１頭、孔雀が含まれていた。1604年、阮潢は幕府からの使者を自らの子とした。その後1620年まで、50隻の朱印船が塘中に送られ、幕府にとって最大の交易国となった。日本からは当時の東南アジアでは希少だった銀、また塘中から日本には絹地が送られた。また、1611年には、シャムに向かっていた朱印船が悪天候のため座礁した際、阮潢は「シャムは混沌としていた。この船を問題に遭わせるわけにはいかないので、ここに留まらせて交易し、誠意をもって応対した」との書簡も幕府に送っている。航海を再開したこの朱印船はさらなる贈物と翌年もこの船の寄港を要請する阮潢からの書簡を受け取っている。
阮氏は長崎の船本弥七郎、荒木宗太郎、京の茶屋四郎次郎、角倉与一などの日本人商人と緊密な関係を結び、彼等を通じて幕府との関係を築いていった。阮潢の息子阮福源は、1619年に娘の阮福玉華を荒木宗太郎に嫁がせた。当時日本の商人はしばしば寄付を行い、良い待遇を受けた。多くの移住者が新たな環境に同化していった。1631年に安南に渡った伊勢の商人・角屋七郎兵衛は、鎖国令の出た1633年以降も帰国することなく、当地に永住した。トンキンにおいては、鄭氏が長崎出身の日本人商人・和田理左衛門を通じて対外貿易を行なった。理左衛門は、1652年にトンキン第2位の高官となり、外国人貿易を統轄していたが、1667年に死去し、資産はすべて没収された。
日本が鎖国の時代に入っても、現地の永住者またはオランダの商人を介して交易は続けられた。しかし、1685年、江戸幕府は銀山や銅山の過剰な採掘に気付き、交易の制限が導入された。これらの金属類の重要性の増大により、ほとんどの南アジアと同様、日本とベトナムの交易の勢いは弱まったと言われる。

### 18世紀から19世紀
17世紀後半から18世紀には、中国商人による貿易網の発達により、琉球王国や日本はベトナム産の蘇木などを中国商人から調達するようになり、直接ベトナムに寄港することはなくなった。1728年には、将軍徳川吉宗の要請によりベトナムで2頭の象が購入され、中国商人によってベトナム人象使いとともに日本に送られ、見物され、絵に描かれ、和歌に詠まれ、読み物になり、芝居になり、饅頭や薬まででき、江戸で象ブームを引き起こした。これ以前にも、ベトナム象は1602年に一度渡来している。
1795年から2年をかけて、徳川幕府の官吏・近藤重藏が安南国を訪れた日本人たちの伝承をまとめた『安南紀略藁』を編纂。漁民による『安南漂流記』なども書かれた。
密航した新島襄が1864年12月28日から翌年2月9日まで約2か月間、仏領下にあったサイゴンに滞在し、フランス人への抵抗運動としてベトナム人がサイゴン川に毒を撒いたことなどを航海日誌に記した。また、幕府から製鉄所建設及び軍制調査の正使として仏英に派遣された柴田剛中がその帰路の1866年2月24日にサイゴンに立ち寄った。同年、パリ万国博覧会 (1867年)に参加する薩摩藩の一行が途中サイゴンに立ち寄り、翌1867年3月1日には、徳川昭武、渋沢栄一ら総勢25名の同博覧会幕府派遣団がサイゴンに立ち寄り、コーチシナ総督公邸や市街を訪問、渋沢は1871年に出版した『航西日記』にその様子を詳述した。1873年8月21日には岩倉遣欧使節団一行がサイゴンに立ち寄り、サイゴン動植物園やチョロンを観光した。このころ、フランスは郵船会社に補助金を払い、ベトナムでの観光客誘致政策をとっており、使節団の寄港もその一環だった。

### 20世紀
1905年には、ファン・ボイ・チャウ（潘佩珠）が反仏独立の支援を求めて来日した。チャウは日露戦争での日本の勝利に触発され、武器や資金の調達のために来日したが、明治維新から近代国家建設中の日本を見てその目的を人材育成に転じ、ベトナム青年を日本に留学させる東遊運動を始め、クォン・デをはじめ、最盛期には200人近くが留学した。大隈重信、犬養毅らがチャウの運動を支援し、ハノイには東京義塾が設立された。
1907年、日本政府はベトナムの宗主国フランスとの間に日仏協約を結ぶ。反仏運動に対する弾圧を強めたフランスから、在日ベトナム人留学生の国外退去を求められた日本は、1909年に東遊運動を取り締まり、日本からベトナム人の独立運動家達は追放された。チャウらベトナム人活動家を援助していた浅羽佐喜太郎らの民間支援者の活動も断絶された。一度出国したクォン・デは1915年に再来日し、犬養毅や柏原文太郎、松井石根らの庇護を受け、亡命外国人支援で知られる新宿中村屋の相馬愛蔵・相馬黒光夫妻の元に身を寄せた。
1920年に、東遊運動で日本留学経験のある学者のレ・ズ（vi:Lê Dư、1885-1957）がベトナムで初めて日越の交換文書35通を雑誌上で発表した。

### 日本軍の仏印進駐
1940年9月22日、大日本帝国（日本）は北部仏印に進駐し、東南アジアの連合国を攻撃するための軍事基地の建設を始めた。日本軍は連合国に降伏した1945年まで、ベトナムにとどまった。
1944年には、凶作による飢饉に加え、アメリカ軍の空襲による南北間輸送途絶や、フランス領インドシナ植民地政府及び日本軍による食糧徴発などが重なり北部（トンキン）を中心に200万人以上（諸説あり）が餓死したとされる。
1945年3月11日、 保大（バオ・ダイ）帝が日本の援助下でベトナム帝国の独立を宣言した。

### 第二次世界大戦後
第一次インドシナ戦争
戦後、フランスが再び進駐してくると、フランス軍とベトナム民主共和国軍の間で戦争（第一次インドシナ戦争）が始まったが、仏越両軍に日本軍兵士が多数参加した。当時、ベトナムには766人の残留日本兵がおり、1954年のジュネーヴ協定成立までに47人が戦病死した。中には、陸軍士官学校を創設して、約200人のベトミン士官を養成した者もおり、1986年には8人の元日本兵がベトナム政府から表彰を受けた。ジュネーヴ協定によって150人が日本へ帰国したが、その他はベトナムに留まり続けた模様である。日本側には一次資料が乏しく、イギリスやフランス側の史料も合わせて参考にすることが求められる。
南ベトナムとの国交樹立と戦争賠償
1951年に日本政府はベトナム国（南ベトナム）と平和条約を締結し、1959年5月13日には岸信介政権（第2次岸内閣）がベトナム共和国政府と140億4000万円の戦争賠償支払いで合意した。
- 日本国とヴィエトナム共和国との間の賠償協定 を参照。

一方、ベトナム民主共和国側で第一次インドシナ戦争に参戦した元軍人らなどにより、ベトナム民主共和国との国交樹立と貿易を目指す日越貿易会や日本ベトナム友好協会が1950年代半ばに結成され、経済関係の拡大が進められた。
ベトナム戦争から北ベトナムとの国交樹立
ベトナム戦争が勃発した1960年代から1970年代にかけて、日本は一貫して出来るだけ早い戦争の終結を促した。同戦争が終息すると間もなく、ベトナム民主共和国（北ベトナム）政府との間で契約が交わされ、1973年9月、国交を樹立することで合意に至った。 しかしながら、北ベトナムが日本に「経済協力」として2年に1回の4500万ドル相当の賠償金の支払いを要求したことにより、国交樹立が遅れた。ベトナムの要求に応え、日本は賠償金を支払い、南北ベトナムの統一によるベトナム社会主義共和国の誕生後の1975年10月11日、ハノイに大使館を設置した。1975年、ベトナムはカンボジアの共産主義者によるクメール・ルージュ政権を承認し、両国は1973年9月に国交を樹立した。

### 1980年代
一方、83社の日本企業からなる日越貿易会の主導による、日本とベトナムの貿易額は、1986年に2億8500万ドルに達した。日本国政府の関係者は貿易を支援するためハノイを訪れたが、ベトナムは貿易のさらなる成長を抑制していた、膨大な公的及び民間の債務を返還することができなかった。日本からベトナムへの輸出は、化学・機械・輸送機器が中心だった。一方、ベトナムから日本への輸出は、水産物や石炭が主だった。
1980年代の終わり、ベトナムは国際的に孤立していた。東側諸国からの援助が漸減し、カンボジアとの戦争を続けていたが、国内では大規模な経済問題を抱え、1989年、ベトナムはカンボジアからすべてではないが、ほとんどの軍を撤退させた。それは先進国に対して経済協力や貿易、援助における門戸を開放することをアピールするためだった。
日本の企業は、ベトナムやカンボジアに対する投資や貿易に興味を抱いていたが、日本国政府はカンボジアの問題が解決するまで、これらの国々との経済協力には依然として反対していた。この立場はアメリカ合衆国連邦政府の方針と基本的に一致していた。
日本は、カンボジア問題が包括的に解決されれば、カンボジアに対して財政支援する用意ができており、要求があれば、国際連合の基金への援助や、その他国際平和維持活動などの求めに応じることを非公式ながら保証した。日本はそれらの約束を実行に移した。

### 1990年代
1991年10月23日、カンボジアとインドネシア（フランスとともに議長国を務めた）、及び国連安保理常任理事国の間で行われたカンボジア問題に関する国際パリ会議の最終決議に続いて、日本は国交を樹立し、カンボジアとベトナムに対する経済制裁は解除された。
1992年11月、日本政府はベトナムに3億700万ドルの政府開発援助を打診した。
1995年、ベトナムはASEANに加盟し、1997年には中国と日本、韓国を加えたASEAN+3が組織された。これらの国々は東南アジアにおける経済と安全保障の枠組みを共有した。

### 2000年代
2008年、皇太子徳仁親王（今上天皇）が9月20日に日越国交35周年の記念イベントである「ベトナムフェスティバル2008」の開会式に臨席する。
国際交流基金のベトナム日本文化交流センターが開設された。
2009年、日・ベトナム経済連携協定を締結、貿易の自由化、ベトナム人人材の受け入れ経済的結びつきを強める下地が出来た。明仁天皇が「日メコン交流年2009」ではベトナムの宮廷舞踊や民俗舞踊を観覧する。
同年3月、国際交流基金のベトナム日本文化交流センターが開設された。
同年2月には、ハノイ・ダナン・ホイアン・ホーチミンとベトナム各地を縦断して訪問し、明仁天皇（当時）が皇太子時代の1976年（昭和51年）に南部のカントー川支流で新種のハゼが見つかったことを明らかにした学術論文をハノイ自然科学大学に寄贈した。

### 2010年代
2010年10月31日に菅直人首相（当時）とグエン・タン・ズンベトナム首相(当時)との首脳会談がハノイで行われ、ベトナムが日本をパートナーとすることを表明し、2011年10月31日には野田首相がズン首相と官邸で会談し、計画通り実施することを再確認した。同日にベトナムでは日本原子力発電により原子力発電導入可能性調査（FS）が開始された。
2012年、EPAが発効しベトナムの看護師・介護福祉士候補者の受け入れとベトナム人労働者の受け入れが始まる。日本国内の日本語学校が急増し出稼ぎ目的の留学生が来日するようになった。2016年技能実習生の数で中国を抜き2018年には半分を占めるほどになった。
2013年に日越関係樹立40周年記念として日越合作ドラマ『The Partner 〜愛しき百年の友へ〜』とベトナム制作のドキュメンタリー『ベトナム独立の夢を日本に賭けた男（ベトナム語: Nhà yêu nước Phan Bội Châu）』が放送された。
2019年財政難と住民の反対からベトナム政府はニントゥアン第一原発及び第二原発の中止を決定、計画は中止となった。

### 2020年代
2020年、菅義偉内閣総理大臣が初外遊の国としてベトナムを訪問、現地の新聞に台風10号のベトナム人犠牲者の哀悼文を寄稿する。
日本で働く外国人労働者でベトナム人が最大となる。在留外国人の国籍でベトナムが韓国を抜き2番目に多い国籍となる（1位は中国）。

## 現代

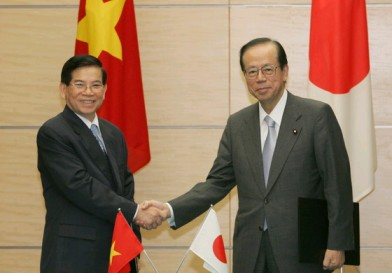
「深化する日本･ベトナム関係に関する共同声明」署名後に握手するベトナム主席グエン・ミン・チェット（左）と内閣総理大臣福田康夫（右）（2007年11月27日、総理大臣官邸にて）

日越両国の関係は「緩やかな同盟関係」と評されている。日本政府や経団連も積極的に経済援助を行っている
ODAは日本が最大の支援国であり、日本のODAによってタンソンニャット国際空港やカントー橋、ハイヴァントンネルなどベトナムの基幹インフラを建設・支援をしている。2002年にJICAプロジェクトとしてベトナム日本人材協力センター（VJCC)が開設された。
2007年には前年の2006年は8億3560万ドルだったのと比較して6.5%増の8億9000万ドルの援助が新たに約束された。ベトナムと日本は中国によるレアアースの供給独占に対抗するため、研究のための拠点を開設した。これらの素材はコンピューターやテレビ、タービンなど数多くの現在の科学技術にとって欠かせないものである。2010年、日本とベトナムは鉱山の開発で協力することで合意し、文書に署名した。ベトナムはレアアースの埋蔵量で世界で10位以内にあると推測されている。
2022年度のODAは円借款が188.71億円、無償資金協力が16.61億円、技術支援が46.75億円。

### 日本の法整備支援
また、ソフト面でのインフラストラクチャーともいうべき法律分野でも、日本の法整備支援が大きな役割を果たしている。ベトナムは、1986年のドイモイ以後、市場経済システムへの移行のため、市場経済に適合した法制度の整備が重要な課題の1つとなったが、ここに1994年以来日本の法整備支援が関与している。その結果ベトナムは、改正民法、民事訴訟法、民事判決執行法といった法律を次々と成立させるなど、法制度の整備に大きな前進を見せてきた。この分野でのベトナムの日本に対する評価は高く、2007年3月28日には、ベトナムに約3年常駐したJICA長期専門家が、ベトナム司法大臣から、「司法事業記念賞」を授与されている。

### 南北高速鉄道計画
2007年（平成19年）2月27日にはベトナムを南北に縦貫する高速鉄道の建設に向けて両国間で共同委員会が設けられた。委員会には日本から国際協力機構 (JICA)、国際協力銀行 (JBIC)、日本貿易振興機構 (JETRO) が、ベトナムからは計画投資省、運輸省、ベトナム国鉄が参加した。
2010年（平成22年）5月には、前原誠司国土交通大臣がベトナム政府へ「日本の新幹線方式」の売り込みをした。ベトナム政府は承認したものの、ベトナムの国会では総投資額540億ドルという「巨額」がネックとなり、6月19日のベトナム国会にてこれらの政府案は否決、白紙となった。

### ベトナムと「ホンダ」
かつてベトナム国内では本田技研工業のスーパーカブやドリームをよく見かけた。これは1970年代以降のベトナムにおいて、この種のビジネスバイクを普及させる端緒ともなった存在で、扱いやすさや燃費、修理のしやすさや経済性のみならず、本田技研工業の想定範囲や先進国の安全常識では到底考えられない異常な酷使、過積載 にも耐える高い信頼性によって、オートバイを生活の道具として重要視するベトナムのユーザーから強い支持を得たからである。現在でもホンダの二輪車は多くの消費者の支持を得ている。
ベトナムでのホンダの知名度・ブランド力は90年代中頃まで圧倒的であり、オートバイが（一般名詞として）「ホンダ」と呼ばれていたこともあった。その後はヤマハやスズキなどもベトナム国内に類似デザイン・類似設計の後発競合車種（ヤマハ発動機のメイト、スズキのバーディーなど）を投入したが、90年代末以降は中国製の廉価なバイクが一時期市場でシェアを大きく伸ばした。

### 日本語教育
1943年にサイゴンで日本語が教えられていたとの記録がある。
2003年に国際交流基金の「ベトナム中等学校における日本語教育試行プロジェクト」が始まる。2006年の国際交流基金日本語教育機関調査ではベトナム全土の日本語学習者数は29,982人となった。（2003年比1.7倍）
2007年、ハノイ日本語教師会が発足。発起人は中野英之。
2020年6月、ベトナム中部ダナンにあるドンア大学（東亜大学）に日本言語文化学部が新設された。

## 在日ベトナム人
在日外国人における国籍別の内訳では、ベトナムが2013年頃から急増し始め、2018年にはフィリピンを、2020年には韓国をそれぞれ抜いて2番目に多い国籍となった。2024年6月末現在点では60万348人のベトナム人が在留している。

### ベトナム人労働者
2024年10月末現在点で57万708人のベトナム人労働者が日本で働いている。国籍別では全体の24.8%を占めており最大のグループとなっている(届出義務の無い資格者を除く、また除いた場合の国籍でも最大)。

### 在日ベトナム人留学生
| 年度 | 1位       | 2位      | 3位       | 4位      |
| ---- | --------- | -------- | --------- | -------- |
| 2009 | 079,082人 | 19,605人 | 05,332人  | 03,199人 |
| 2010 | 086,173人 | 20,202人 | 05,297人  | 03,597人 |
| 2011 | 087,533人 | 17,640人 | 04,571人  | 04,033人 |
| 2012 | 086,324人 | 16,651人 | 04,617人  | 04,373人 |
| 2013 | 081,884人 | 15,304人 | 06,290人  | 04,719人 |
| 2014 | 094,399人 | 26,439人 | 15,777人  | 10,448人 |
| 2015 | 094,111人 | 38,882人 | 016,250人 | 15,279人 |
| 2016 | 098,483人 | 53,807人 | 019,471人 | 15,457人 |
| 2017 | 107,260人 | 61,671人 | 021,500人 | 15,740人 |
| 2018 | 114,950人 | 72,354人 | 024,331人 | 17,012人 |
| 2019 | 124,436人 | 73,389人 | 26,308人  | 18,338人 |
| 2020 | 121,845人 | 62,233人 | 24,002人  | 15,785人 |
| 2021 | 114,255人 | 49,469人 | 018,825人 | 14,247人 |
| 2022 | 103,882人 | 37,405人 | 024,257人 | 13,701人 |

2023年5月時点での在日ベトナム人留学生は36,339人で、在日留学生総数の13.0％を占めており、留学生の国・地域別では中国（115,493人、41.3％）、ネパール(37,878人、13.5%)に次いで第3位となっている。
2009年の在日ベトナム人留学生数は3,199人で、前年比11.3%増、国・地域別では中国、韓国、台湾に次いで第4位の座を占めているに過ぎなかった。2009年12月の日本語能力試験受験者数は15,455人で前年比12%増。その後、在日ベトナム人留学生は3,597人（2010年）、4,033人（2011年）、4,373人（2012年） と増加の一途をたどる。
2013年には留学生数が6,290人となって、在日留学生の数が台湾を上回り、中国と韓国に次いでベトナムが第3位の座を占めるに至った。続く2014年は特にベトナム人留学生が急増した年で、前年比320%増の26,439人、すなわち一挙に4倍以上を数えるに至り、韓国を抜き去って第2位の座を占めるようになった。
2015年以降もベトナム人留学生は増加、38,882人（2015年）、53,807人（2016年）、61,671人（2017年）、72,354人（2018年）、73,389人(2019年)まで増加を続けた。パンデミックが起こった2020年に減少へと転じ2023年時点での人数は36,339でありネパールについで3番目。

## 外交使節

### 駐日ベトナム大使

#### 駐日南ベトナム大使
1. ディン・ヴァン・キョー（中国語版）（1955年、臨時代理公使）
2. グエン・ゴック・トー（ベトナム語版、英語版、中国語版）（1955～1956年、信任状捧呈は3月24日（特命全権公使）[71][72]、信任状捧呈は6月22日（特命全権大使）[73][72]）
3. ブイ・ヴァン・ティン（ベトナム語版、中国語版）（1956～1962年、信任状捧呈は5月30日[74][72]）[75]
4. グエン・フイ・ニア（1963年、信任状捧呈は3月18日[76][72]）
  - （臨時代理大使）グエン・ヴァン・ロク（中国語版）（1963～1965年）
5. グエン・ドゥイ・クアン（ベトナム語版、中国語版）（1965～1967年、信任状捧呈は9月8日[77][72]）[78]
6. ヴィン・トォ（ベトナム語版、中国語版）（1967～1970年、信任状捧呈は7月5日[79][77][72]）
  - （臨時代理大使）ドアン・バ・カン（ベトナム語版、中国語版）（1970～1972年）
7. ドオウ・ヴァン・リー（ベトナム語版、中国語版）（1972～1974年、信任状捧呈は6月23日[80][72]）
8. グエン・チュウ・ダン（中国語版）（1974～1975年、信任状捧呈は7月16日[81][72]）

#### 駐日ベトナム大使
※1945～1976年は、ベトナム民主共和国（北ベトナム）から日本への駐箚なし
1. チャン・ドゥック・トゥエ（1976年、臨時代理大使）[72]
2. グエン・ザップ（1976～1980年、信任状捧呈は6月17日[72]）
3. グエン・ティエン（1981～1984年、信任状捧呈は4月20日[72]）
4. ダオ・フイ・ゴック（1984～1987年、信任状捧呈は10月8日[72]）
  - （臨時代理大使）ルオン・マイン・トゥアン（1987～1988年）[72]
5. ヴォー・ヴァン・スン（ベトナム語版）（1988～1992年、信任状捧呈は9月28日[72]）
6. グエン・タム・チェン（1992～1995年、信任状捧呈式は9月24日[82]）
7. グエン・クオック・ズン（1995～1999年、信任状捧呈は1996年4月22日[83]）
8. ヴー・ズン（1999～2003年、信任状捧呈は2000年2月18日[84]）
  - （臨時代理大使）ルー・ワン・ケー（2003年）
9. チュー・トゥアン・カップ（2003～2007年、信任状捧呈は2004年2月18日[85]）
  - （臨時代理大使）グエン・ミン・ハ（2007～2008年）
10. グエン・フー・ビン（2008～2011年、信任状捧呈は2月14日[86]）
11. ドアン・スアン・フン（2012～2015年、信任状捧呈は3月2日[87]）
12. グエン・クオック・クオン（2015～2018年、信任状捧呈は7月31日[88]）
13. ヴー・ホン・ナム（2018～2022年、信任状捧呈は12月4日[89]）
  - （臨時代理大使）グエン・ドゥク・ミン（2022～2023年）
14. ファム・クアン・ヒエウ（2023年～、信任状捧呈は7月20日[90]）